# Mendoncia cardonae
Mendoncia cardonae är en akantusväxtart som beskrevs av Emery Clarence Leonard. Mendoncia cardonae ingår i släktet Mendoncia och familjen akantusväxter. Inga underarter finns listade i Catalogue of Life.